# Naẖshonim
Naẖshonim (hebreiska: נחשונים, נחשוהנים) är en ort i Israel.   Den ligger i distriktet Centrala distriktet, i den norra delen av landet. Naẖshonim ligger 85 meter över havet och antalet invånare är 325.
Terrängen runt Naẖshonim är huvudsakligen platt, men österut är den kuperad. Terrängen runt Naẖshonim sluttar västerut. Runt Naẖshonim är det mycket tätbefolkat, med 1 632 invånare per kvadratkilometer. Närmaste större samhälle är Tel Aviv, 16,0 km väster om Naẖshonim. Trakten runt Naẖshonim består till största delen av jordbruksmark.